# ハワード・ディーン
ハワード・ブラッシュ・ディーン3世（英語: Howard Brush Dean III、1948年11月17日 - ）は、アメリカ合衆国の医師、政治家。バーモント州下院議員（1983年 - 1987年）、バーモント州副知事（1987年 - 1991年）、バーモント州知事（1991年 - 2003年）を歴任した。2004年の民主党大統領予備選に立候補し、その後は民主党全国委員長を務めた（2005年 - 2009年）。政治家であると同時に、医師の資格を有している。

## 生い立ち
ニューヨークで生まれた。父のハワード・ディーン・ジュニアは、ウォール・ストリートの投資銀行の共同経営者であり、ディーン家は共和党支持の富裕な家庭であった。彼は子供時代の大半を、ニューヨークの富裕な上流階層の夏の別荘が立ち並ぶハンプトンと呼ばれるニューヨーク州ロングアイランドの東部で過ごしたほどであった。その後、ロードアイランド州ニューポートのプレップ・スクール、セント・ジョージ・スクールを卒業し、イェール大学に入学する。学生時代のディーンは政治活動に熱心であったわけではなく、パーティー好きで知られた。1971年に大学を卒業した後も彼の遊び好きの体質は変わらず、卒業後の一年を遊んで暮らした。
ニューヨークに戻った後は、父同様、ウォール・ストリートに勤務することにし、株式ブローカーとしてのキャリアをスタートさせた。しかしディーンは医学の道を志し、コロンビア大学の医進課程へ進んだ。1974年、東南アジアを旅行していた兄のチャーリーがラオスでゲリラに誘拐され、殺された。この事件はディーンの後の人生に大きく影響したと本人は語っている。これを機に政治に興味を示すようになったということである。1978年にイェシーバー大学アルベルト・アインシュタイン医科大学から医学号を授与され、バーモント大学で医学修習生となった。1981年に同僚のジュディス・スタインバーグと結婚し、バーモント州バーリントンで開業した。

## バーモント州での政治活動
1980年、ディーンはバーモント・ニューヨーク州境に位置するシャンプラン湖の開発に反対する市民運動に参加し、これに成功した。同じ年に再選を目指すジミー・カーター大統領の民主党予備選、大統領選でのキャンペーンに参加した。1982年、バーモント州下院議員選挙に民主党から立候補、当選を果たす。1986年にはバーモント州副知事に選出され、州下院を去る。州下院議員、副知事時代を通じて彼は医師としての活動を継続しながら政治活動を行った。
1991年、リチャード・スネリング知事（共和党）が急死すると、ディーンはバーモント州知事に昇格した。バーモント州知事は1期2年であるが、彼は1992年、1994年、1996年、1998年、2000年と5回連続で当選し、2003年まで12年にわたって知事を務めた。バーモント州知事として、ディーンは中道派として知られた。その中道を行く政治姿勢は、身内の民主党員からいったいどちらの政党に属しているか分からないといわれたほどであった。バーモント州は州憲法で財政についての条項のない唯一の州であるが、彼は均衡財政を志向し、在任中実に11回にわたって財政均衡に成功した。そのために福祉、環境保護などのプログラムに対する予算を削減したことはリベラル派からの批判を受けた。だが、ディーンはこれにより州の債務を削減した。同時に州の債権への格付けが上昇し、在任中に二度、減税を実施した。また、彼は税制を含めて企業寄りの経済政策を採った。さらに銃規制に反対の立場をとり、選挙戦では全米ライフル協会の支援を受けた。一方で医師としての経験を生かし、ディーンは医療保障プログラムに取り組んだ。彼は州内の殆ど全ての子供、妊婦を対象とした医療保険制度を構築した。2000年にバーモント州最高裁判所は、同性愛者のカップルを排除した州の結婚に関する法律が州憲法に違反するとの判決を下した。これに対し、ディーンは同性愛者のカップルに夫婦同様の法的権利を保障するシヴィル・ユニオン法を制定した対応したが、同性愛者同士の結婚自体は合法化しなかった。一部の急進的なリベラル派は、この姿勢も彼の中道派としてのスタンスを反映していると看做した。

## アメリカ大統領選への出馬

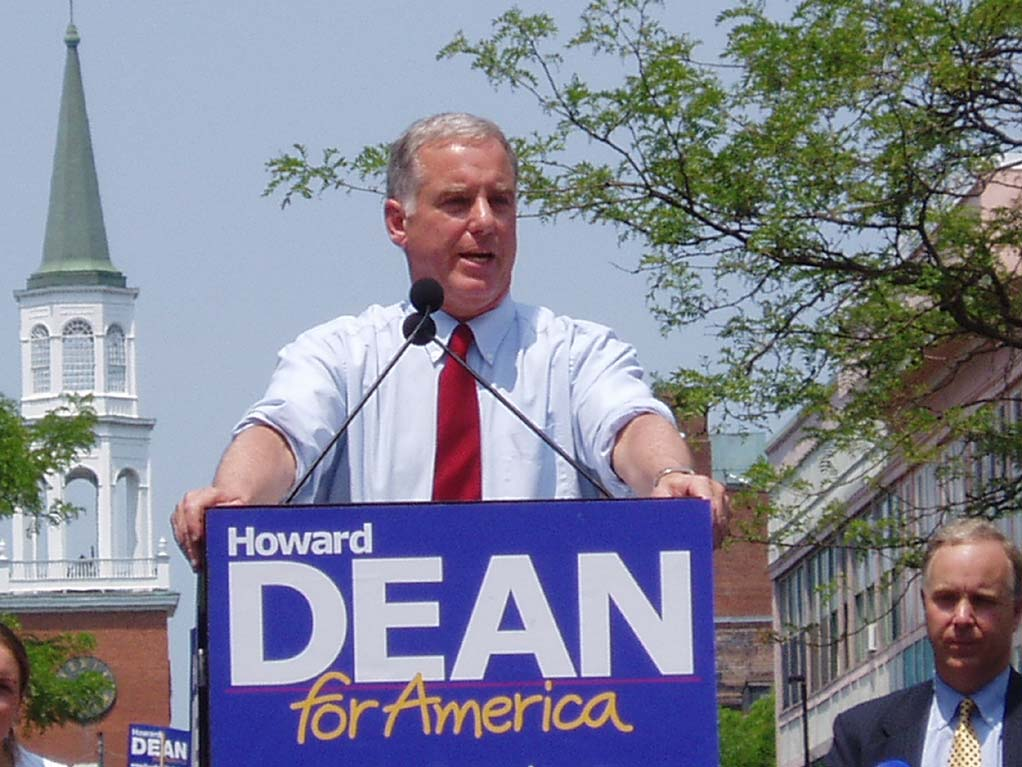
2003年6月23日、バーモント州バーリントンで2004年民主党大統領指名選挙への立候補を宣言するディーン

2002年にディーンは、2004年の民主党大統領予備選挙への出馬を決断した。1994年から1995年にかけて全米知事協議会の議長を務めたものの、バーモント州というニューイングランドの小さな州の知事であったディーンは全国的にはまったく無名であった。そのため当初は泡沫候補として扱われていた。彼が当初掲げていた政策も州知事時代の中道的なものを引き継いだものだった。
だが、イラク問題、イラク戦争に関しては懐疑的な姿勢を示し、イラク戦争への反対を表明すると反戦候補としてにわかに注目を集め、2003年秋までに各種世論調査でトップに立ち、一躍最有力候補となった。このころから彼はバーモント州知事時代の中道派としての姿勢を転換し、外交政策ばかりでなく、経済政策や社会保障などあらゆる政策でリベラルな主張を行い始めた。NAFTAに賛成した自由貿易論者であったが、自由貿易に懐疑的な姿勢を示すようになったことや、社会保障の改革プログラムに賛成したにもかかわらず、大統領候補者としては改革に反対し、社会保障の拡充を主張したことはその例である。ちなみに本人は候補者同士で行われた討論会で社会保障改革に賛成したことを否定したが、一般に改革への賛成は事実であるとされている。
ディーンはまたポピュリスト的な選挙戦術を取った。ブッシュ政権の政策を、イラク問題を中心にことごとく非難し「ブッシュ大統領が何か政策を掲げたらその反対の所に国民の利益があるんだ」と公言してはばからなかった。更に、民主党の主流派は共和党寄りの姿勢をとっていると批判して民主党は独自の政策をよりはっきりと打ち出すべきと主張した。その非難の調子は直截で舌鋒鋭いものであった。これは、9・11テロ以降の愛国ムードの中で党派対立を控えることを余儀なくされていた民主党支持者を奮い立たせた。
同時にインターネット、特にウェブログ（ブログ）を活用し、労働組合や企業などの大口の献金にあまり頼らず、様々な個人から選挙資金を調達した。ディーンのインターネットの活用はかつてそれ程注目されていなかったブログに焦点を当て、ブログの普及に大いに貢献したといえる。こうして、ディーンの選挙キャンペーンは草の根の支持に基づくものとなり、これが彼にポピュリスト的なイメージを与えた。草の根の支持を中心とする資金調達とインターネットの有効活用という手法は、2008年の大統領選挙、予備選挙におけるバラク・オバマの選挙戦にも受け継がれた。
一方で、彼の直截な発言は時に失言や事実誤認を生んだ。「南軍旗をトラックに掲げているような連中のための候補者になりたい」と言い、南部の貧しい白人層にアピールしたいと語ったことはしかし、南北戦争時のアメリカ連合国、奴隷制及び人種差別主義の象徴ともいえる南軍旗を持ち出したことで非難を浴びた。
ディーンのこうしたリベラルな主張、直截な発言は極端なリベラル派というイメージを与え、共和党側はこれを利用した。一方で他の左派の候補、民主党のデニス・クシニッチや無所属のラルフ・ネーダーはディーンの知事時代の実績を引き合いに出し、ディーンは経済政策に関して保守的で、社会政策に関してリベラル（または穏健）な「ロックフェラー・リパブリカン」であるとレッテルを貼った。
しかしながらディーンは、一連の候補者指名争いのスタートであるアイオワ州党員集会で、ジョン・ケリー上院議員、ジョン・エドワーズ上院議員に次ぐ第3位という予想外の結果に終わった。さらにこの敗北を受けての支持者向けのスピーチで、残された州名を連呼して「負けないぞ、ワシントンを取り戻すぞ、ヤー！」と興奮気味に絶叫し、この様子がメディアで繰り返し取りあげられたため、冷静さを欠く大人気ない人物と受け止められ、「ディーン旋風」は急激に失速した。続くニューハンプシャー州予備選では、直前の世論調査までトップの支持を得ていたが、ここでもケリーに敗れた。リベラルな伝統を持つウィスコンシン州の予備選で巻き返しを図ったが、ここでも直前の予想を大きく下回る3位に終わり、選挙戦から撤退。ケリー支持を表明した。

## 大統領選後

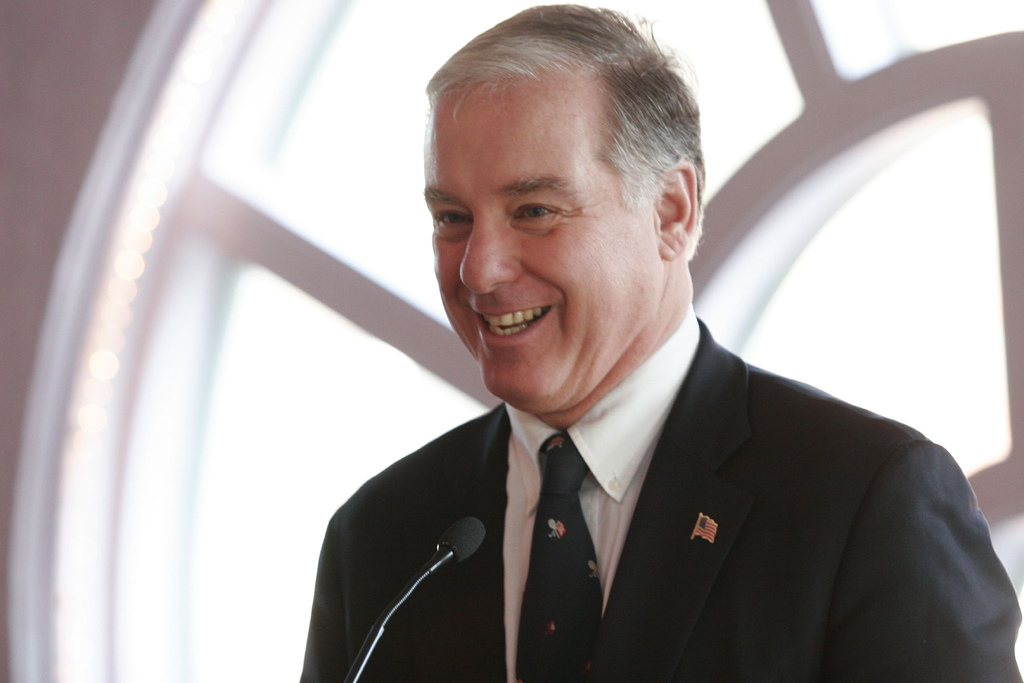
カンザスシティの支持者の前で演説するディーン

選挙戦から撤退した後も、ディーンはデモクラシー・フォー・アメリカ（en:Democracy for America）という政治団体を結成して積極的な政治活動を行った。2005年2月には民主党全国委員会委員長に選出された。
その後もディーンの際だってリベラルな姿勢、直截な発言は変化の兆しを見せない。例えば、「共和党員たちは正直な生活を断じて行ってこなかったので、彼らは懸命に働くアメリカ人の生活を理解しない」という発言をしたことがあった。このようなあまりに過激で感情的でさえある彼の共和党批判には党内からも異論が多く、ジョー・バイデン上院議員のような比較的穏健な人々は冷ややかな見方をし、彼から距離を置いている。
一方でハリー・リード上院院内総務ら民主党の執行部及びテッド・ケネディ上院議員のような左派は彼を支持し、また党内の左派、民主党の現体制に不満を持っている人々を中心にディーンに対する人気は現在でも高い。
その人気を背景に、一時期2008年の米大統領選への出馬を噂されたこともあったが、本人は党全国委員長に就任したことを理由に、大統領選挙への立候補を否定した。

### 公式
- Democracy for America
- Blog for America
- DFA Link
- Weekly syndicated column
- Democratic National Committee

### メディア
- Video interview with Stephen Colbert  May 16, 2007
- A copy of the speech, in addition to an audio file available for Windows Media Player, is available here.
- Howard Dean Delivers the Keynote Address at Yearly Kos on June 10, 2006
- Howard Dean Interview with NOW on PBS
- Howard Dean on His Prescription for Real Healthcare Reform on Democracy Now!, July 17, 2009
- Howard Dean Discusses Healthcare and His New Book on Healthcare Reform on Talk with Tim, July 24, 2009
- VIDEO:Howard Dean's Prescription for Real Healthcare Reform: How We Can Achieve Affordable Medical Care for Every American and Make Our Jobs Safer, recent book tour presentation at Powell's Books in Portland, Oregon, on July 24, 2009.

### その他
- Howard Dean on the Tavis Smiley show October 2006
- December 08 2004 Speech At GWU On The Democratic Party
- saralovering.com Photograph of the official portrait of Howard Dean at the Vermont State House by Sara Lovering
- List of contributors to Howard Dean's 2004 presidential campaign
- Dean's Iowa Caucus Rally
- E-Democracy's Top 50 Howard Dean Links
- Dean's genealogy– includes King James IV of Scotland
- Podcast of TimesTalks interview with Howard Dean with New York Times contributing writer Matt Bai on the future of the Democratic Party
- Howard Dean's Keynote address at OPEN FORUM 2008, June 14, Palo Alto, California

| 公職                                                      | 公職                                   | 公職                                     |
| --------------------------------------------------------- | -------------------------------------- | ---------------------------------------- |
| 先代 ピーター・スミス                                     | バーモント州副知事 1987年 – 1991年     | 次代 バーバラ・スネリング                |
| 先代 リチャード・スネリング                               | バーモント州知事 1991年 – 2003年       | 次代 ジム・ダグラス                      |
| 先代 キャロル・A・キャンベル・ジュニア サウスカロライナ州 | 全国知事会会長 1994年 – 1995年         | 次代 トミー・トンプソン ウィスコンシン州 |
| 党職                                                      |                                        |                                          |
| 先代 テリー・マコーリフ                                   | 民主党全国委員会委員長 2005年 – 2009年 | 次代 ティム・ケイン                      |